# Desigualdade de Cauchy-Schwarz (números reais)
A desigualdade de Cauchy-Schwarz para números reais é outra forma de escrever a desigualdade conhecida entre vetores. O nome é dado em homenagem aos matemáticos Augustin Cauchy e Hermann Amandus Schwarz.

## Teorema
A desigualdade para o caso de números reais assegura que, dados n reais {\displaystyle a_{1},a_{2},...,a_{n}} e n reais {\textstyle b_{1},b_{2},...,b_{n}}, se tem
{\displaystyle (a_{1}^{2}+a_{2}^{2}+...+a_{n}^{2})(b_{1}^{2}+b_{2}^{2}+...+b_{n}^{2})\geq (a_{1}b_{1}+a_{2}b_{2}+...+a_{n}b_{n})^{2}}
em que a igualdade ocorre se e somente se os {\displaystyle a_{i}} e {\displaystyle b_{i}} forem proporcionais, ou seja
{\displaystyle a_{1}=\lambda b_{1}}, {\displaystyle a_{2}=\lambda b_{2}},..., {\displaystyle a_{n}=\lambda b_{n}},
Para algum {\displaystyle \lambda } pertencente aos reais.

## Demonstração
Considere a função
{\displaystyle f(x)=(a_{1}-b_{1}x)^{2}+(a_{2}-b_{2}x)^{2}+...+(a_{n}-b_{n}x)^{2}}
Como {\displaystyle f(x)\geq 0} {\displaystyle \forall x\in \mathbb {R} }, segue que {\displaystyle \Delta \leq 0}
Abrindo os quadrados e explicitando os coeficientes:
{\displaystyle f(x)=a_{1}^{2}-2a_{1}b_{1}x+b_{1}^{2}x^{2}+a_{2}^{2}-2a_{2}b_{2}x+b_{2}^{2}x^{2}+...+a_{n}^{2}-2a_{n}b_{n}x+b_{n}^{2}x^{2}}
{\displaystyle f(x)=(b_{1}^{2}+b_{2}^{2}+...+b_{n}^{2})x^{2}-2(a_{1}b_{1}+a_{2}b_{2}+...a_{n}b_{n})+a_{1}^{2}+a_{2}^{2}+...+a_{n}^{2}}
Calculando o discriminante:
{\displaystyle \Delta =4(a_{1}b_{1}+a_{2}b_{2}+...+a_{n}b_{n})^{2}-4(b_{1}^{2}+b_{2}^{2}+...+b_{n}^{2})(a_{1}^{2}+a_{2}^{2}+...+a_{n}^{2})}
Da conclusão acima, segue o resultado:
{\displaystyle 4(a_{1}b_{1}+a_{2}b_{2}+...+a_{n}b_{n})^{2}-4(b_{1}^{2}+b_{2}^{2}+...+b_{n}^{2})(a_{1}^{2}+a_{2}^{2}+...+a_{n}^{2})\leq 0}
{\displaystyle (a_{1}b_{1}+a_{2}b_{2}+...+a_{n}b_{n})^{2}\leq (b_{1}^{2}+b_{2}^{2}+...+b_{n}^{2})(a_{1}^{2}+a_{2}^{2}+...+a_{n}^{2})}.
{\textstyle C.Q.D}.